# Mehanizem z Antikitere
Antikiterski mehanizem (starogrško O μηχανισμός των Αντικυθήρων: O mehanismós ton Antikithéros) je bil antični mehanični analogni računalnik (kot nasprotje sodobnemu digitalnemu računalniku). Namenjen je bil izračunavanju lege nekaterih nebesnih teles. Tako zapleteni tehnološki izdelki so se pojavi šele tisoč let kasneje.
Mehanizem so stari Grki izdelali med letoma 150 in 100 pr. n. št. Po najnovejših dognanjih je bil morda izdelan v Hiparhovi mehanični delavnici na otoku Rod, kjer je dolgo časa preživel ta, tedaj morda najpomembnejši astronom. Po prejšnji domnevi naj bi mehanizem sestavili na akademiji, ki jo je ustanovil Posidonij na otoku Rodu in je bila v tistem času središče astronomije in strojništva. Vendar so novejši podatki to ovrgli, saj je bil mehanizem izdelan kakšnega pol stoletja pred Posidonijevim časom.

## Odkritje
Mehanizem je bil 17. maja 1902 odkrit na grškem otoku Antikitera. V globini 42 metrov je grški potapljač Elias Stadiatos odkril razbitine antične ladje. Arheolog Valerios Stais je odkril, da je med razbitinami mehanizem. Naprava je presenetljivo tanka, visoka je 33 cm, široka 17 cm in dolga 9 cm. Mehanizem je narejen iz brona in pritrjen v lesen okvir. Vanj je bilo vklesano besedilo, dolgo približno 2000 črk, ki so vse že dešifrirane. Podroben opis bo predvidoma objavljen v letu 2007. Rekunstrukcija mehanizma je razstavljena v zbirki bronastih predmetov v Grškem narodnem arheološkem muzeju.

## Funkcije
Mehanizem je imel več nalog in funkcij.
- 365 dnevni koledar, upošteval je tudi prestopna leta
- Sončev koledar
- Lunin koledar
- napoved  naslednjega Sončevega in Luninega mrka
- medsebojna lega Sonca, Lune in Zemlje
- zvezdni almanah, ki prikazuje kdaj bodo vzšle ali zašle glavne zvezde ali ozvezdja grškega zodiaka
- lega (še ne nedokazano)